# 小島孜
小島孜（こじま つとむ、1943年-　）は、日本の建築家。建築学者。
近畿大学理工学部建築学科教授。アーキコラボ小島研究室主宰。

## 代表作品
- 松下邸「アンダーザグリッド」（1993）
- 平井邸（2002）
- 小島別荘「BEYOND」（2001）
- 比叡平の家（1983）
- 門真市朝日地区木賃住宅密集地共同建替「カルチェ・ダムール」（1991、1992年日本建築学会霞が関ビル記念賞）
- 東大阪若江岩田瓜生堂地区のまちづくり・共同再建住宅みくら5・上町台地を中心としたコーポラティブハウス#都市住宅を自分達の手で創る会（都住創）の企画及び設計他（1988年、日本建築学会賞作品賞)
- 芦屋西部地区「復興まちづくり」（1997）
- 茨木市/K邸（2005）

## 著書
- 都市集合住宅のデザイン：彰国社、1994
- 少子高齢時代の都市住宅学：ミネルヴァ書房、2002
- 計画読本：大阪大学出版会、2004